# Bush Lady
Bush Lady är ett musikalbum från 1977 av den svenska sångerskan Monica Törnell.
Detta var Törnells andra engelskspråkiga album och spelades in på Rockfield Studios, nära Monmouth, Wales, under tiden 20 februari - 6 mars 1977. Producent och arrangör var den amerikanske trumpetaren Stephen Franckevich, tekniker Ted Sharp. Skivnumret är Mercury 6363 011.
Samma år utgavs singeln Katastrofen/Snowcold Day (Mercury 6062 037). "Katastrofen" är samma låt som 1:7 på albumet, men med svensk text av Törnell själv.

## Låtlista

### Sida 1
1. Into the Mystic (Van Morrison)
2. Boys and Girls Together (Jim Peterik, på konvolutet uppges dock "Chase", det band som ursprungligen framförde låten)
3. Drop Dead (Monica Törnell)
4. Bush Lady (Stephen Franckevich)
5. Rock'n Roll Widow (Tom Snow)
6. Outer Interlude (Stephen Franckevich)
7. Catastrophie (musik: Monica Törnell, text: Stephen Franckevich)

### Sida 2
1. Ain't No Disco (musik: Ulf Wakenius - Stephen Franckevich, text: Stephen Franckevich)
2. Snowcold Day (musik: Stephen Franckevich, text: Anthony Bannon)
3. Ego (musik: Lars Hallberg - Monica Törnell, text: Monica Törnell)
4. Say Yes (Stephen Franckevich)
5. Necessarily Not (musik: Monica Törnell - Stephen Franckevich, text: Monica Törnell)

## Medverkande musiker
- Lars Ekholm, akustisk och elgitarr
- Stephen Franckevich, sång, percussion, handklappning, trumpeter, flygelhorn
- Leif Fredriksson, trummor, percussion, bakgrundssång, handklappning
- Carl Axel Hall, keyboards, percussion
- Lars Hallberg, elbas (1:3 och 1:7)
- David Winter, elbas (ej 1:3 och 1:7)